# Rick Pluimers
Rick Pluimers, né le 6 décembre 2000 à Enter, est un coureur cycliste néerlandais. Il est membre de l'équipe Tudor depuis 2023. 
Sa sœur Ilse est également coureuse cycliste,.

## Biographie
Après une expérience dans le football, Rick Pluimers participe à ses premières courses cyclistes à l'âge de neuf ans. Il est formé au club AWV de Zwaluwen à Almelo.

## Palmarès et résultats

### Par année
- 2018
  - Menin-Kemmel-Menin
  - 3e du Grand Prix Bob Jungels
- 2020
  - 2e de l'Omloop van de Braakman
- 2021
  - 2e de Liège-Bastogne-Liège espoirs
  - 3e du Grand Prix Vorarlberg
- 2022
  - Prologue du Tour de l'Avenir (contre-la-montre par équipes)
- 2024
  - 2e de la Super 8 Classic
- 2025
  - Muscat Classic

### Résultats sur les grands tours

#### Tour d'Italie
1 participation
- 2025 : 105e

### Classements mondiaux
| Année                                 | 2020 | 2021 | 2022  | 2023 | 2024 |
| ------------------------------------- | ---- | ---- | ----- | ---- | ---- |
| Classement mondial                    | 890e | 752e | 1180e | 585e | 256e |
| UCI Europe Tour                       | 704e | 594e | 823e  | nc   | nc   |
|                                       |      |      |       |      |      |
| Légende : nc = non classéSource : UCI |      |      |       |      |      |